# Pato Branco
Pato Branco (it. anatra bianca) è un comune del Brasile nello Stato del Paraná, parte della mesoregione del Sudoeste Paranaense e della microregione di Pato Branco.
Nato come villaggio nel 1942, ha assunto lo status di città il 14 dicembre 1952. Il suo sviluppo è dovuto al fatto che è il centro medico della regione e ha due università private (Faculdade Mater Dei e Faculdade de Pato Branco) e una pubblica (Universidade Tecnológica Federal de Paraná)

## Geografia fisica

### Clima
La città si trova a 760 m s.l.m. e ha un clima subtropicale con temperature medie in gennaio sui 22,5 °C e a luglio sui 14,2 °C.